# ジョー・ペリー
ジョー・ペリー（Joe Perry、1950年9月10日 - ）は、アメリカ合衆国のミュージシャン。ロックバンド「エアロスミス」のギタリスト。本名は、アンソニー・ジョゼフ・ペレイラ（Joseph Anthony Pereira）。
「ローリング・ストーンの選ぶ歴史上最も偉大な100人のギタリスト」において2003年は第48位、2011年の更新版では第84位。

## 来歴

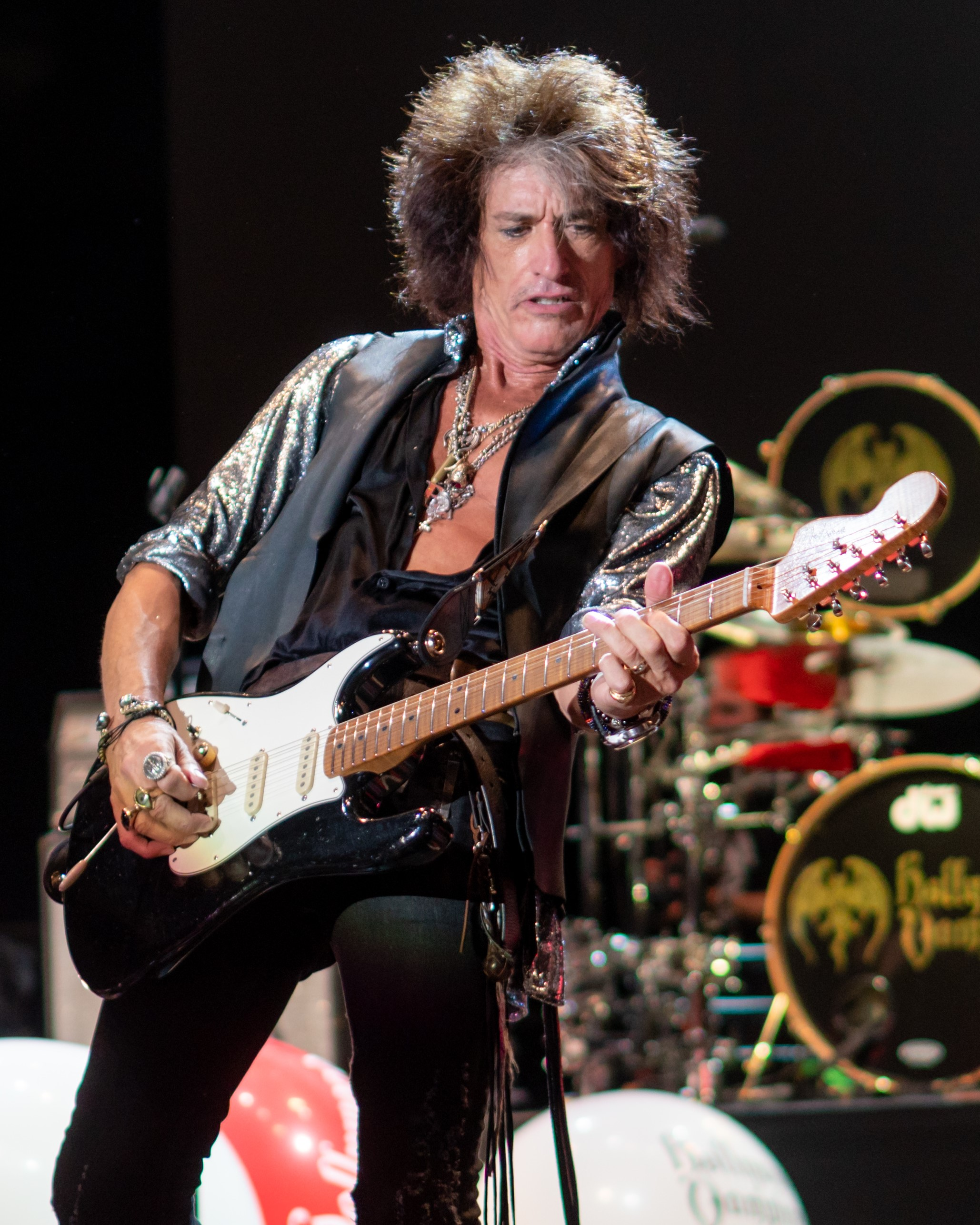
2018年

アメリカ・ボストン郊外出身。少年時代、最初に手にした楽器はウクレレだった。
1973年に、エアロスミスのメンバーとしてデビュー。フロントマンのスティーヴン・タイラーと共にソングライティングを担当。このコンビは、「トキシック・ツインズ（The Toxic Twins）」と呼ばれる。アルバム『ロックス』（1976年）以降、一部の楽曲でリード・ボーカルを取る。エアロスミスの活動と並行して、個人としてはキッスのジーン・シモンズのソロ・アルバム『ジーン・シモンズ』（1978年）などにゲスト参加している。
1980年、スティーヴン・タイラーとの確執などを原因に、エアロスミスを脱退。「ジョー・ペリー・プロジェクト」を結成し、1983年までに3枚のアルバムを発表。だが、エアロスミスほどの成功は得られなかった。この間エアロスミスも、相次ぐメンバー脱退や交通事故によるスティーヴンの入院、アルバムの興行的不振など、暗礁に乗り上げていた。しかし時間の経過に伴い、スティーヴンとも和解。1984年に、同じく脱退したオリジナル・メンバーのブラッド・ウィットフォードと共に、エアロスミスに復帰。1989年、アリス・クーパーのアルバム『トラッシュ』の収録曲「ハウス・オブ・ファイアー」にゲスト参加。1997年、スティーヴ・ヴァイが発案したクリスマス・アルバム『メリー・アックスマス』に、ギター・インストゥルメンタルによる「ブルー・クリスマス」を提供。
2004年にエアロスミスは無期限活動休止を宣言。この期間を利用してジョーは、かなり昔から温存していた数々の曲のレコーディングに取り掛かり、2005年5月、今度はソロ名義でのアルバム『ジョー・ペリー』を発表した。また、同年8月にリリースされたレス・ポール&フレンズのアルバム『レス・ポール・トリビュート』にフィーチャリング・ゲストの一人として参加。
2007年、エアロスミスが活動再開、全米ツアーを敢行した。
2009年に、後のエアロスミスのアルバム『ミュージック・フロム・アナザー・ディメンション!』の制作が中断された時に、2作目のソロ・アルバム『ハヴ・ギター、ウィル・トラヴェル』をリリースし、翌2010年まで「ジョー・ペリー・プロジェクト」名義でツアーを行った。
2016年7月10日、ジョニー・デップやアリス・クーパーらと組んでいるグループ「ハリウッド・ヴァンパイアーズ」のコンサート中に倒れ、地元の病院に搬送された。当初は心停止で倒れたと報道されたが、アリスによると、ジョーは心停止ではなく脱水症と疲労が原因で倒れたという。その後回復し、7月22日のハリウッド・ヴァンパイアーズのライブにて復帰。

## 使用ギター
ツアーにはブラッド・ウィットフォード同様、多数のギターを持ち出している。高価なヴィンテージギターから手工ギターまで、音色やチューニングの違いなども含めて、20本近くのギターをスタンバイさせており、ギターキッズからは羨望の眼差しを送られている。ツアー以外でも彼個人が所有しているギターは約600本に達するという。
ステージ上ではギブソン・レスポールをメインに使用しているが、レコーディングではほとんどの曲でストラトキャスターを使用しているという。「ビブラートのアームが付いているのが好きだったし、ストラトキャスターのほうが色々な音作りをするのが楽だった」とのこと。これは1970年代からほぼ一貫しているという。
- Gibson Les Paul Standard 1959 SN#9-0663

1970年代に愛用していたが、1981年にジョニー・サンダースが所持していたギブソン・レスポール・ジュニアと交換という形で売る。当時は貯金がなく、クリスマスのために金が必要だったためだという。
その後、ビリー・ルージジャンやエリック・ジョンソンなどが所有し、スラッシュに渡った。アルバム『ゲット・ア・グリップ』を製作していた頃に、ペリーはこのギターが再度必要となり探し求めたところスラッシュが所持していたため交渉したが、なかなか手放そうとはしなかった。2000年、ペリーの50歳のバースデーパーティーでスラッシュから直接返却された。
- Gibson ES-335 Custom B.B. King Lucille "Billie Perry"

B.B.キングのシグネイチャー・モデルである、ギブソンの「ルシール」に、ビリー夫人の姿をエアブラシで精密なペイントが施されており、ヘッドには"Billie"と記されている。しかし当初、ビリー夫人は恥ずかしがり、ライブのスクリーンに自分の顔が映るのが我慢ならず、楽屋に閉じこもっていたというが、今は慣れた模様。
- THE TPP JOE PERRY "STRATOTELE" CUSTOM P-RAIL TRIBUTE

元は1980年に使用していた左利き用のフェンダー・ストラトキャスター。ストラトキャスターのボディに、テレキャスターのネックが接続されたもの。元々ブラックだったボディの塗装を剥がされた仕様になっている。
ペリーは右利きのスタイルを弾いているが、左利き用のギターに逆に弦を張ったものを使用することがあり、ジミ・ヘンドリックスなどと同様の方法を用いている（ただしジミは、右利き用を左で弾く）。ただし、本人は「弦を逆に張った時の音が好きだ」と語っている他、「アームのテンションやピックアップの配置、弦のテンションが全然違う」「単にジミ・ヘンドリックスを真似たわけではない」とインタビューで答えている。

### シグネイチャー・レスポール
シグネイチャー・モデル制作際、ジョーはギブソンの担当者に、軽いギターであることを求めた。それは、ジョーがそれまで使用してきたレスポールが大抵重かったため、最適な重さを求めていたからである。
- Gibson Les Paul Joe Perry BlackBurst

1997年に製作された最初のシグネイチャーモデルのレスポール。メープルトップが強調されたトランスルーセント・ブラック・バースト・フィニッシュ。主なスペックと寸法は、上記の'59年製レスポールがベースとなっている。
ノブのプッシュ/プルでミッド・ブーストのon/offが可能。ブリッジのピックアップはペリー用にカスタムされている。
- Gibson Les Paul Joe Perry Boneyard

ビリー夫人がプレゼントしたという特注品のグリーン・タイガー・フィニッシュのシグネイチャーモデル。

## その他
- ボストン・レッドソックスのファンである。
- キッスのステージに唯一、正式メンバー以外の人間で立ったことがある。
- 上記のビリー夫人の姿が描かれたギターを愛用しているように、愛妻家である。
- ジェフ・ベックを敬愛しており、彼のシグネイチャー・ギターを数本所持している。元々エアロスミスは、ヤードバーズのようなブリティッシュ・ロックに強い影響を受けており、ジョーのギター・プレイにもジェフの影響が多く見られる。ベックがアルバム『ワイアード』を発表した頃、エアロスミスのライヴにてアンコールで突如ベックが登場し、共演を果たすが、その際ジョーは感極まって涙を流し、その場に立ち尽くしたという。後にジョーは、次のように語っている。
「あれは今までのオレの人生で最高の瞬間だったな。考えても見ろよ、ずっとアイドルとして憧れていたジェフ・ベックと同じステージに立って演奏しているんだぜ」
- 共和党支持者である[4]。

## ディスコグラフィ

### ジョー・ペリー・プロジェクト名義
- 熱く語れ! (Let the Music Do the Talking) - 1980年
- 忘れじのロックン・ロール (I've Got the Rock'n'Rolls Again) - 1981年
- いつまでも熱く (Once a Rocker, Always a Rocker) - 1983年

### ジョー・ペリー名義
- ジョー・ペリー (Joe Perry) - 2005年
- ハヴ・ギター、ウィル・トラヴェル (Have Guitar, Will Travel) - 2009年
- スウィツァーランド・マニフェスト (Sweetzerland Manifesto) - 2018年
- Sweetzerland Manifesto MKII - 2023年 [5]

### 参加作品
- 『メリー・アックスマス』（1997年） - 「Blue Christmas」で参加。
- B'z『NEW LOVE』（2019年） - 「Rain & Dream」にギターで参加。